# Вплив виробництва електроенергії на навколишнє середовище

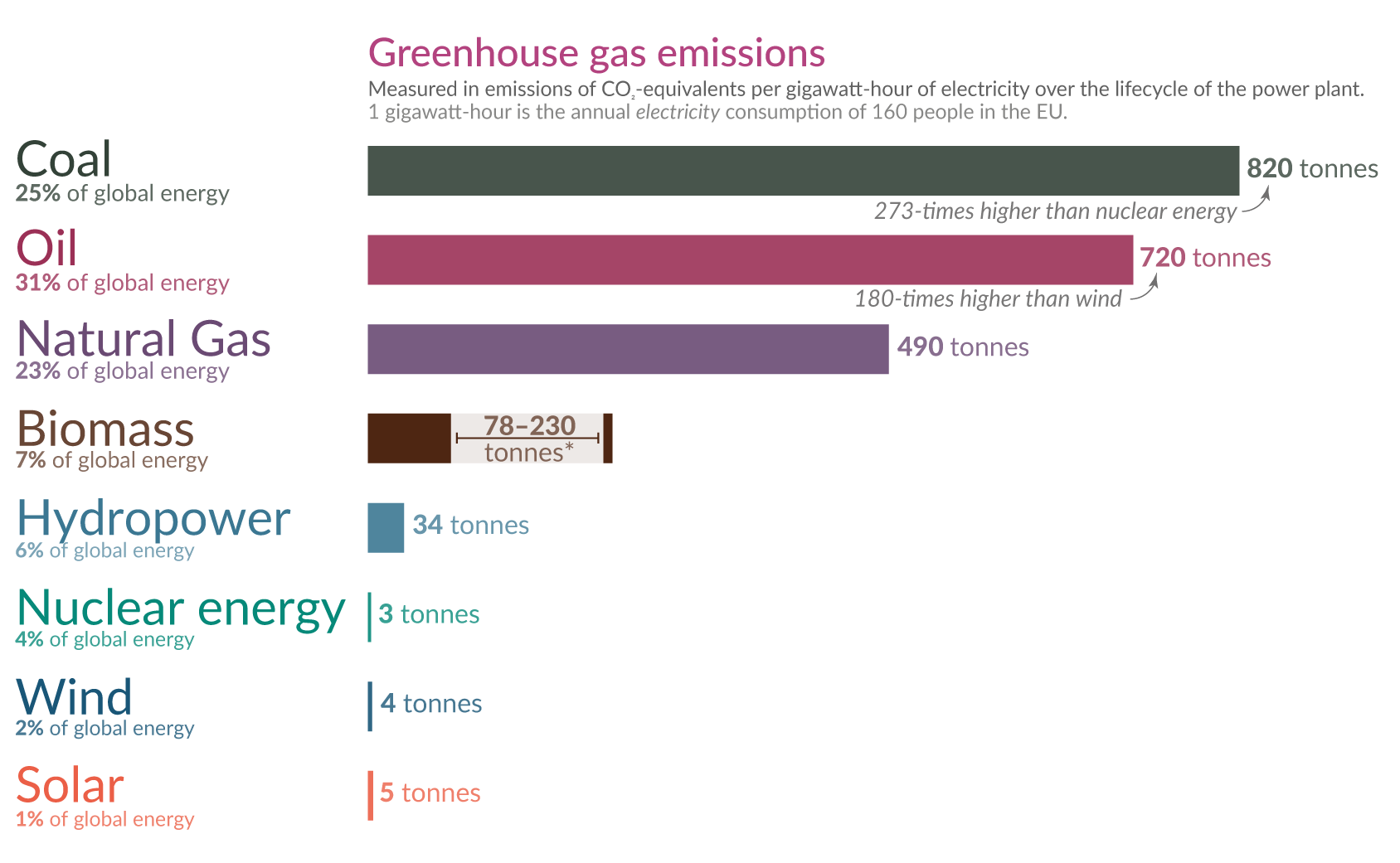
Викиди парникових газів по джерелах енергії.

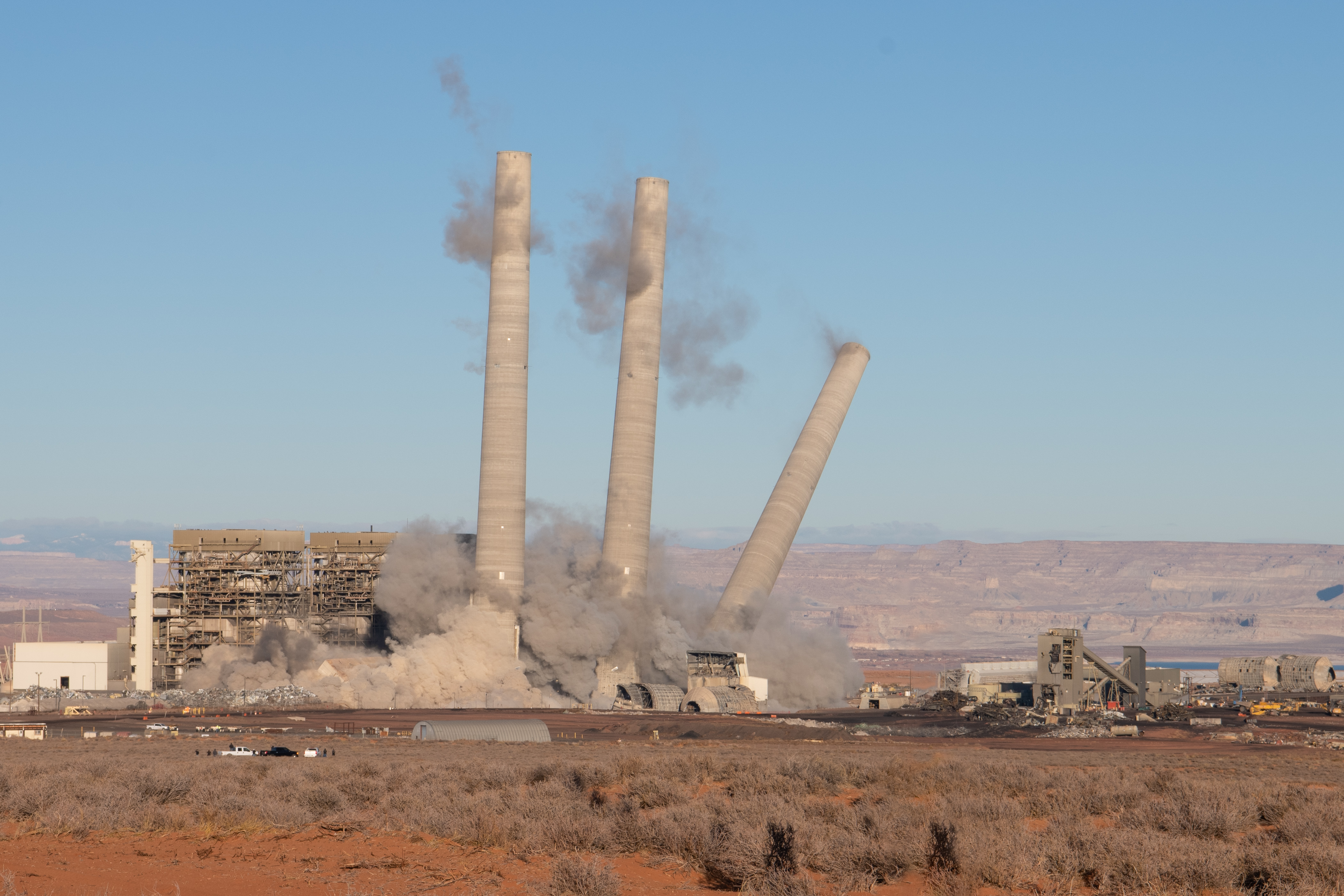
Вугільна електроенергія поступово припиняється через її забруднення, як, наприклад, електростанція Навахо

Вплив виробництва електроенергії на навколишнє середовище
Електроенергетичні системи складаються з генеруючих станцій різних джерел енергії, мереж передачі та розподільних ліній. Кожен із цих компонентів може мати вплив на навколишнє середовище на багатьох етапах їх розробки та використання, включаючи будівництво, виробництво електроенергії, виведення з експлуатації та утилізацію. Ці впливи можна розділити на експлуатаційні впливи (джерело палива, глобальне атмосферне та локальне забруднення) та впливи на будівництво (виробництво, встановлення, виведення з експлуатації та утилізація). Усі форми виробництва електроенергії мають певний вплив на навколишнє середовище, але вугільна енергетика є найбруднішою..